# Phoebe Tonkin
Phoebe Jane Tonkin, född 12 juli 1989, är en australisk skådespelerska och modell. Tonkin är mest känd för sin roll som Cleo Sertori i den australiska TV-serien H2O: Just Add Water och The Originals. Tonkins roll i The Originals och The Vampire Diaries (1 säsong) är Hayley Marshall.

## Karriär
Tonkins första TV-roll var i tonårsserien H2O: Just Add Water, där hon spelar Cleo Sertori, en av huvudrollerna som en tonåring som blir sjöjungfru så fort hon kommer i kontakt med vatten. Tonkin ansträngde sig hårt för att få rollen eftersom hon inte i verkligheten är en så duktig simmare. Hon är också den yngsta av huvudrollerna.
Den 20 oktober 2007 presenterade Tonkin priset för bästa band på brittiska Nickelodeon Kids' Choice Awards tillsammans med hennes motspelare Claire Holt och Cariba Heine.
Bland Tonkins övriga roller finns den australiska serien Packed to the Rafters, där hennes tidigare motspelare Angus McLaren också medverkar, och filmen Tomorrow, When the War Began. Hon har medverkat i reklamfilmer för bland annat Vauxhall Motors och Chic Management. Hon spelade rollen som Faye Chamberlain i TV-serien The Secret Circle från 2011, serien lades dock ner efter endast en säsong. Tonkin spelar nu Hayley i Vampire Diaries och dess nya spinoff The Originals. Phoebe Tonkin har också spelat i filmen Bait som Jaimie.

## Filmografi

### Film
- Imorgon när kriget kom (2010)
- Bait 3D (2012)
- The Ever After (2014)
- Take Down (2016)
- Cul-de-sac (2016)

### TV
- H2O: Just Add Water (2006 - 2010)
- Packed to the Rafters (2009 - 2010)
- Home and Away (2010)
- The Secret Circle (2011 - 2012)
- The Vampire Diaries (2012 - 2013)
- Stalker (2015)
- Pillow Talk (2017)
- Safe Harbour (2018)
- The Originals (2013 - 2018)
- The Affair (2018)